# Veľká Čausa
Veľká Čausa (em húngaro: Nagycsóta) é um município da Eslováquia, situado no distrito de Prievidza, na região de Trenčín. Tem 7,81 km² de área e sua população em 2018 foi estimada em 475 habitantes.

## Demografia
| Ano:        | 1994 | 2004   | 2014   | 2024    |
| ----------- | ---- | ------ | ------ | ------- |
| Broj ljudi: | 419  | 440    | 480    | 546     |
| Razlika:    |      | +5,01% | +9,09% | +13,75% |

| Ano:               | 2023 | 2024   |
| ------------------ | ---- | ------ |
| Número de pessoas: | 542  | 546    |
| Diferença:         |      | +0,73% |